# Гладышевка
Гла́дышевка (фин. Vammelsuunjoki) — река на Карельском перешейке. Вытекает из Гладышевского озера и, сливаясь с Рощинкой на территории посёлка Серово (Курортный район Санкт-Петербурга), образует Чёрную речку. За исключением последних полутора километров, протекает по Выборгскому району Ленинградской области.
На всём протяжении реки параллельно ей по её правому берегу проходит Средневыборгское шоссе. На реке находится посёлок Сопки.
В 1859 году на реке была построена водяная мельница. Она изображена на картине В. А. Серова «Финская мельница» (Третьяковская галерея).
В бассейне реки с 1996 года действует Гладышевский заказник.